# CVムリーリョ

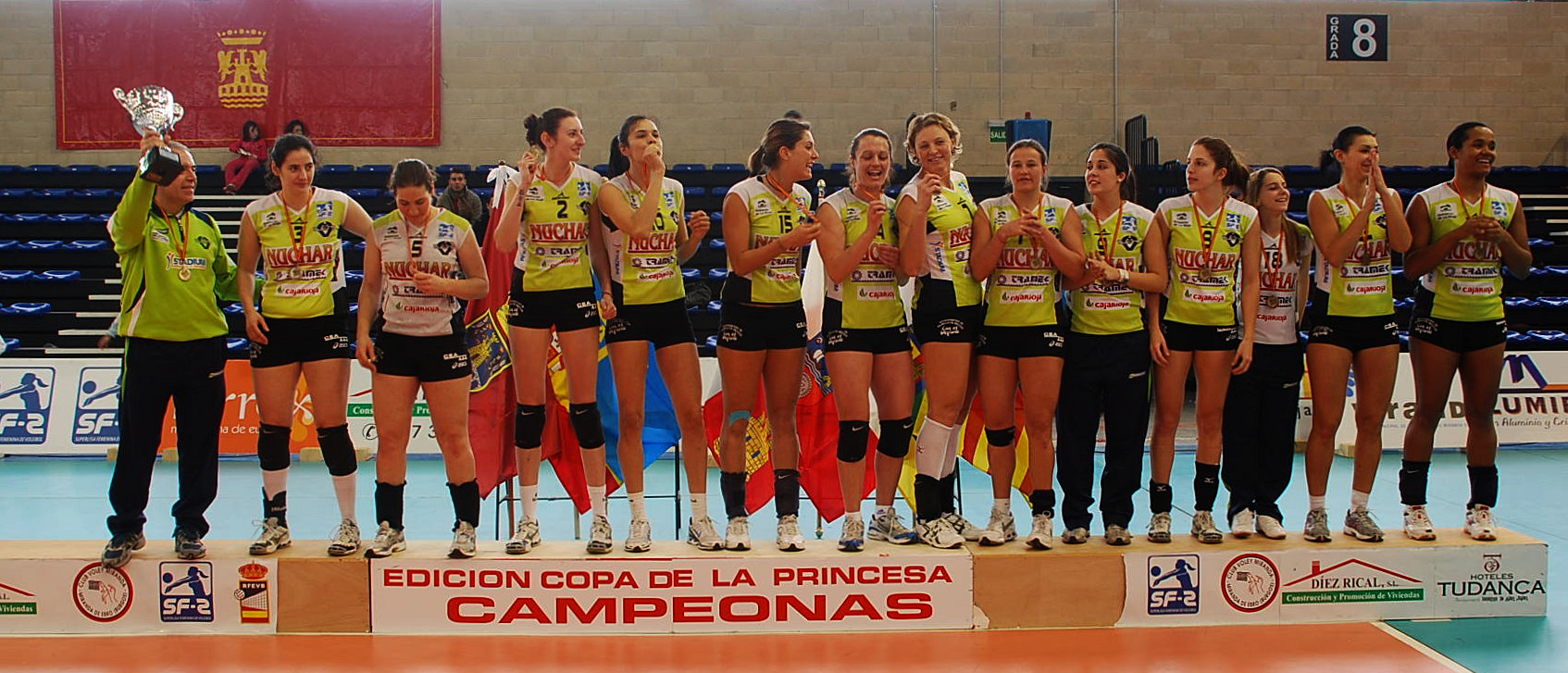
2010年のCVムリーリョの選手

CVムリーリョ（Club Voleibol Murillo）は、スペイン・ラ・リオハ州ログローニョを本拠地としている女子バレーボールクラブ。
2004年に設立された。スペイン女子バレーボールリーグでは2014年に初優勝し、2018年まで5連覇を達成している。スペインカップでは2014年に初優勝し、2016年まで3連覇を達成している。

## タイトル
- スペイン女子バレーボールリーグ : 5回優勝
  - 2014, 2015, 2016, 2017, 2018
- スペインカップ : 4回優勝
  - 2014, 2015, 2016, 2018
- スペインスーパーカップ : 4回優勝
  - 2013, 2014, 2015, 2017

## 歴代所属選手
- ヘリア・ゴンザレス
- レグラ・ベル
- アシュリー・エバンス
- ビッキー・サバ―ル